# Saint-Pierrevillers
Saint-Pierrevillers är en kommun i departementet Meuse i regionen Grand Est (tidigare regionen Lorraine) i nordöstra Frankrike. Kommunen ligger i kantonen Spincourt som tillhör arrondissementet Verdun. År 2022 hade Saint-Pierrevillers 151 invånare.

## Befolkningsutveckling
Antalet invånare i kommunen Saint-Pierrevillers
| Referens: INSEE |